# 赵丰 (1961年)
赵丰（1961年8月—）是一位中国纺织学家。

## 生平
1961年出生于浙江海宁，1977年毕业于海宁中学。1982年毕业于浙江丝绸工学院（今浙江理工大学）丝绸系，1984年取得浙江丝绸工学院工学硕士学位，导师是朱新予和蒋猷龙。1997年获得中国纺织大学工学博士学位，导师为周启澄。担任中国丝绸博物馆馆长、研究员。出版多部丝绸、纺织相关书籍。

## 客座研究
- 1997-1998年 纽约大都会艺术博物馆
- 1999年 多伦多皇家安大略博物馆
- 2006年 伦敦大英博物馆

## 头衔
- 中国纺织品鉴定保护中心主任
- 国家文物鉴定委员会委员
- 国际古代纺织品研究中心（CIETA）理事
- 东华大学教授、博导
- 浙江理工大学教授、硕导
- 第十届浙江省人大常委
- 第十一届、十二届全国人大代表。

## 荣誉
- 2007年获得国家文物局“文化遗产奖”
- 2008年获得文化部“优秀专家”称号